# Funkytown (film)
Pour les articles homonymes, voir Funkytown.
Pour plus de détails, voir Fiche technique et Distribution.
Funkytown est un film québécois réalisé par Daniel Roby, sorti en 2011.

## Synopsis
L’action de ce film de fiction se passe presque entièrement à Montréal (avec de brèves scènes censées se dérouler à New York et Toronto). L'axe de l’intrigue est une discothèque, le Starlight, inspirée de la véritable discothèque le Lime Light. Ainsi, une partie du tournage s’est déroulée alentour de l’immeuble qui avait abrité le Lime Light sur la rue Stanley à Montréal (maintenant le club de danseuses nues Chez Parée et la discothèque La Boom).
Funkytown s’inspire de l’ère disco, quand Montréal était reconnue en Amérique du Nord et en Europe comme étant juste derrière New York en tant que capitale de la mode disco. Le film retrace ce monde d’hédonisme, de vies vécues dans et pour le moment présent. Il le suit de l’apogée du disco en 1977, jusqu’à 1982, quand la mode du disco parvient à ses derniers souffles, Montréal ayant subi la polarisation politique du référendum de 1980 au Québec et ayant subi les premières années d’une décennie de déclin économique. La danse disco est donc largement mise en avant dans ce film.

## Fiche technique
- Titre original : Funkytown
- Réalisation : Daniel Roby
- Scénario : Steve Galluccio
- Musique originale : Jean Robitaille
- Conception visuelle : Jean Bécotte
- Costumes : Marie-Chantale Vaillancourt
- Maquillage : Kathy Kelso
- Coiffure : Marie-France Cardinal
- Photographie : Ronald Plante
- Son : Dimitri Médard, Martin Pinsonnault, Stéphane Bergeron
- Montage : Yvann Thibaudeau
- Production : André Rouleau
- Société de production : Caramel Films
- Sociétés de distribution : Remstar
- Budget : 7,2 millions de dollars (estimation)[2]
- Pays d'origine :  Canada (Québec)
- Langue originale : français, anglais (sous-titré)
- Format : couleur (Technicolor) — 35 mm — format d'image : 2,35:1 (VistaVision) — son Dolby numérique
- Genre : drame musical
- Durée : 132 minutes
- Dates de sortie :
  - Canada : 27 janvier 2011 (première au cinéma Banque Scotia à Montréal)[3],[4]
  - Canada : 28 janvier 2011  (sortie en salle au Québec)
  - Canada : 21 juin 2011 (DVD et Blu-ray)

## Distribution
- Patrick Huard : Bastien Lavallée, « le roi du disco » vedette locale de la radio et la télévision, inspiré du personnage réel d'Alain Montpetit
- Justin Chatwin : Tino (Santo Dei Fiori), garçon dans le restaurant italien familial et danseur disco
- Paul Doucet : Jonathan Aaronson, vedette de la télévision et de la radio locale, qui donne le ton et lance des modes en tant que membre du « jetset », inspiré du personnage réel de Douglas « Coco » Léopold (en)
- Sarah Mutch (en) : Adriana, mannequin qui veut devenir une chanteuse disco
- Raymond Bouchard : Gilles Lefebvre, réalisateur de disques, imprésario et celui qui a financé le Starlight
- Geneviève Brouillette : Mimi, une ancienne chanteuse de gogo, maintenant démunie
- François Létourneau : Daniel Lefebvre, propriétaire du Starlight, fils de Gilles
- Sophie Cadieux : Hélène, secrétaire de Daniel
- Romina D'Ugo : Tina (Concetta LoMonaco), danseuse disco et petite amie de Tino
- Jocelyne Zucco : Nicole
- Janine Thériault : Connie Lavallée, épouse de Bastien
- Lina Roessler : Sabrina
- Marilou : Karen
- Jeff Boudreault : Jacques
- Sophie Desmarais : Kiki
- Kim Richardson : Selma, chanteuse gospel
- Karine Lagueux : coordonnatrice Disco Danse Party
- André Champagne : régisseur Disco Danse Party
- Claude Despins : avocat de Gilles